# Anolis carpenteri
Anolis carpenteri (аноліс Карпентера) — вид ігуаноподібних ящірок родини анолісових (Dactyloidae). Мешкає в Центральній Америці. Вид названий на честь американського герпетолога Чарльза Конгдена Карпентера.

## Поширення і екологія
Аноліси Карпентера мешкають в Нікарагуа, Коста-Риці і Панамі. Вони живуть у вологих тропічних лісах та на плантаціях, трапляються на берегах водойм. Зустрічаються на висоті до 1100 м над рівнем моря. Живляться комахами та іншими безхребетними.